# Сьюдад-Мендоса
Сьюдад-Мендо́са (исп. Ciudad Mendoza)  —   город  в Мексике, входит в штат Веракрус, административный центр муниципалитета Камерино-Мендоса.

## История
Изначально этот населённый пункт носил название Санта-Роса-Некокстла (Santa Rosa Necoxtla) и входил в муниципалитет Некокстла. В 1910 году населённый пункт получил городской статус (villa). В 1930 году и населённый пункт, и муниципалитет были переименованы в честь местного героя мексиканской революции Камерино Мендосы. В 1933 году населённый пункт стал городом (ciudad), и с того времени его официальное название — Сьюдад-Мендоса.